# Stadhuis van Enkhuizen
Het Stadhuis van Enkhuizen is het gemeentehuis van de Nederlandse plaats Enkhuizen. Het werd tussen 1686 en 1688 gebouwd naar een ontwerp van de architect Steven Vennekool.
Het stadhuis, dat als het meesterwerk van Vennekool geldt, werd gebouwd op een tijdstip waarop de grootste economische en culturele bloei van Enkhuizen, van ca. 1580 tot 1650, alweer voorbij was. Na jaren overleg werd met lijfrentebrieven, leningen en waarschijnlijk ook met persoonlijk kapitaal van de bestuurders geld voor het nieuwe stadhuis bij elkaar gebracht. Het ontwerp van Vennekool, een voorbeeld van Hollands classicisme, doet denken aan het Paleis op de Dam in Amsterdam. Dat is niet toevallig: Steven Vennekool was zoon van Jacob Vennekool die Jacob van Campen had geassisteerd bij de bouw van het stadhuis van Amsterdam. Aan het interieur, dat voor een groot deel nog in de oorspronkelijke stijl is, hebben bekende kunstenaars uit die tijd meegewerkt, waaronder Jan van Neck, Dirck Ferreris, Alexander Baert en Romeyn de Hooghe.
De Amsterdamse beeldhouwer Pieter van der Plasse voerde het beeldhouwwerk voor de voorgevel uit.
Aan de gevel van het stadhuis vindt men een boek met het begin van de tekst van de oorkonde van 1356 waarin Willem V, graaf van Holland, stadsrechten aan Enkhuizen verleende. Links aan de gevel hangt het klinkdicht dat Joost van den Vondel schreef op het Roode Paard, het kanon dat daar voor de gevel staat en dat in 1622 op de Duinkerker kapers werd buitgemaakt. Hoger aan de gevel vindt men het motto Candide et Constanter, dat vaak wordt vertaald als Eerlijk en Standvastig.
In de raadszaal hangen twee kroonluchters die afkomstig zijn uit de voormalige synagoge aan de Zuider Havendijk.
In het stadhuis hing tevens een portret van stadhouder-koning Willem III van Oranje. Dit portret is tijdens de Franse tijd verwijderd. Ter vervanging werd een allegorie van de liefde en de gelukzaligheid van Theodoor van Thulden gekocht, waarvan men overigens destijds dacht dat het van Ferdinand Bol was.